# Polje (żupania istryjska)
Polje – wieś w Chorwacji, w żupanii istryjskiej, w gminie Raša. W 2011 roku liczyła 25 mieszkańców.